# Maturino Blanchet
Angelo Maturino (Ange-Mathurin) Blanchet (pron. fr. AFI: [blɑ̃ʃe]) (Gressan, 3 marzo 1892 – Saint-Pierre, 9 novembre 1974) è stato un vescovo cattolico italiano.

## Biografia
Nacque a Viseran, frazione di Gressan, il 3 marzo 1892 da Pierre-Aimable, agricoltore, e da Caroline Celesia.

### Ministero sacerdotale
Fece la professione come oblato di Maria Immacolata nel 1920 e fu ordinato sacerdote il 29 giugno 1921.
Diventò, successivamente, superiore del suo ordine a Pescara.

### Ministero episcopale
Nominato da papa Pio XII vescovo di Aosta il 18 febbraio 1946, venne consacrato il 3 marzo successivo nella basilica di Santa Maria degli Angeli e dei Martiri, a Roma, dal cardinale Jean-Marie-Rodrigue Villeneuve, arcivescovo di Québec, co-consacranti gli arcivescovi Leone Giovanni Battista Nigris, nunzio apostolico in Albania, e Carlo Alberto Ferrero di Cavallerleone, ordinario militare per l'Italia. Fece l'ingresso solenne in diocesi il 28 aprile.
Fu padre conciliare durante tutte le sessioni del Concilio Vaticano II.
Durante il suo ministero fondò o rifondò sette nuove parrocchie, di cui cinque in città (Saint-Martin-de-Corléans, Santa Maria Immacolata, Sant'Anselmo, Signayes e Porossan) e le restanti a Champoluc ed Entrèves. Convocò tre congressi eucaristici diocesani e compì ben sei visite pastorali, ordinando settantotto sacerdoti.
Si dimise per raggiunti limiti d'età il 15 ottobre 1968 e venne nominato vescovo titolare di Limata. Morì il 9 novembre 1974 al priorato Saint-Jacquême a Saint-Pierre.

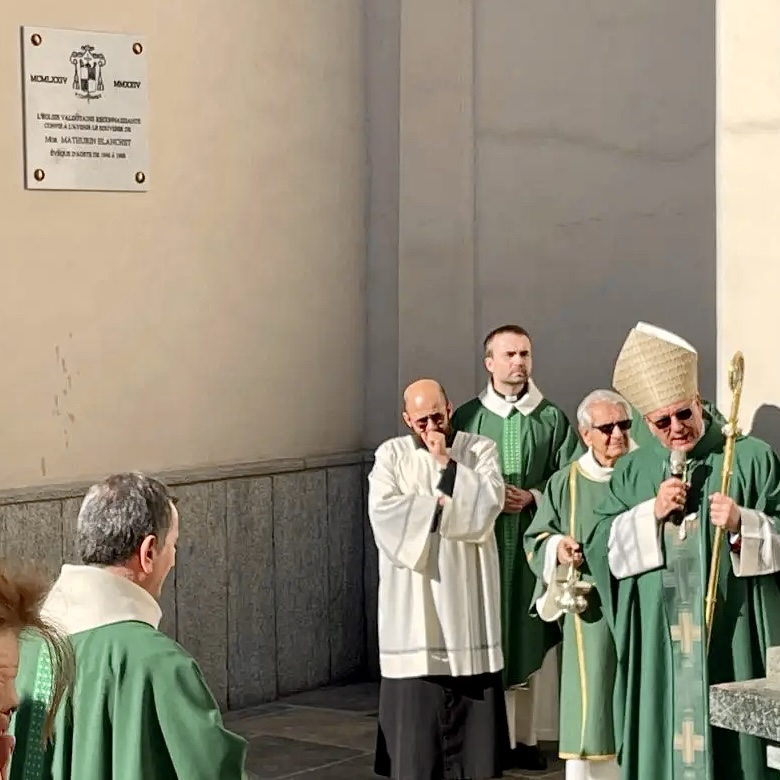
La targa commemorativa davanti alla cattedrale di Aosta.

Il 10 novembre 2024, in occasione del cinquantesimo anniversario della morte, la diocesi di Aosta posa una targa in sua memoria sul lato meridionale della cattedrale di Aosta. 

## Genealogia episcopale
La genealogia episcopale è:
- Cardinale Scipione Rebiba
- Cardinale Giulio Antonio Santori
- Cardinale Girolamo Bernerio, O.P.
- Arcivescovo Galeazzo Sanvitale
- Cardinale Ludovico Ludovisi
- Cardinale Luigi Caetani
- Cardinale Ulderico Carpegna
- Cardinale Paluzzo Paluzzi Altieri degli Albertoni
- Papa Benedetto XIII
- Papa Benedetto XIV
- Cardinale Enrico Enriquez
- Arcivescovo Manuel Quintano Bonifaz
- Cardinale Buenaventura Córdoba Espinosa de la Cerda
- Cardinale Giuseppe Maria Doria Pamphilj
- Papa Pio VIII
- Papa Pio IX
- Arcivescovo Armand-François-Marie de Charbonnel, O.F.M.Cap.
- Arcivescovo John Joseph Lynch, C.M.
- Cardinale Elzéar-Alexandre Taschereau
- Cardinale Louis Nazaire Bégin
- Arcivescovo Paul Bruchési
- Arcivescovo Joseph-Guillaume-Laurent Forbes
- Cardinale Jean-Marie-Rodrigue Villeneuve, O.M.I.
- Vescovo Maturino Blachet, O.M.I.